# Megaselia fortipes
Megaselia fortipes är en tvåvingeart som beskrevs av Borgmeier 1967. Megaselia fortipes ingår i släktet Megaselia och familjen puckelflugor.
Artens utbredningsområde är Taiwan. Inga underarter finns listade i Catalogue of Life.